# فریادها و نجواها
فریادها و نجواها (به سوئدی: Viskningar och rop) فیلمی سوئدی در ژانر درام تاریخی به کارگردانی اینگمار برگمان محصول سال ۱۹۷۲ است. این فیلم در وبسایت imdb توانسته نمره‌ی ۸/۰ را کسب کند.

## داستان فیلم
«آگنس» (آندرسون) بر اثر ابتلا به سرطان در حال مرگ است. دو خواهرش، «کارین» (تولین) و «ماریا» (اولمان) بر بالینش آمده‌اند و «آنا» (سیلوان)، خدمتکار باوفا از او مادرانه پرستاری می‌کند. رابطه‌ها بازبینی می‌شوند، خاطره‌ها برمی‌گردند، «آگنس» در نهایت رنج و عذاب می‌میرد، «کارین» و «ماریا» ظاهراً به هم نزدیک می‌شوند اما در نهایت همچنان جدا و بدگمان باقی می‌مانند و خانه را ترک می‌کنند. «آنا» تنها مونس واقعی «آگنس» دفترچه خاطرات او را به یادگار برمی‌دارد.

## دربارهٔ فیلم
برگمان از داستان چهار زن در محیط بسته یک خانه مجلل قدیمی، یکی از نومیدانه‌ترین شاهکارهایش را خلق می‌کند. فیلمی که دل مشغولی‌های او - اضطراب، مرگ و افول رابطه‌های انسانی - را یکجا در برمی‌گیرد. تقابل روحیات متضاد و بیمارگونه خواهران - با بازیگران زنِ فوق‌العاده گروه برگمان - عالی است و تقابلی دیگر میان برخوردهای تلخ و سرد با رنگ‌های قرمزِ تند اتاق‌ها و سفیدِ لباس خواهران، خیره‌کننده (قدرت نمائی کاملی برای نیکویست). صدا و سکوت نیز در این اثر، که دقت سازش‌ناپذیر سازنده‌اش در ترسیم حضیض احساسات و شکست‌آرزوها هراس‌انگیز است، نقش برجسته‌ای ایفا می‌کنند.

## کلوز آپ های فیلم
کلوزآپ‌های فریادها و نجواها، فراتر از نمایش ساده‌ی صدا هستند. آن‌ها دریچه‌ای را به سوی دنیای درونی شخصیت‌ها می‌گشایند و بیننده را به طور مستقیم درگیر احساسات شدید و اغلب طاقت‌فرسای آن‌ها می‌کنند. این نماها با تمرکز بر جزئیات صورت، مانند چروک‌های پیشانی، انقباض عضلات صورت و لرزش لب‌ها، به شدت بر مخاطب تأثیر می‌گذارند و او را به مرز احساسات شخصیت نزدیک می‌کنند.